# Penta Ohne-Hände
Penta Ohne-Hände (neapolitanisches Original: La Penta mano-mozza) ist ein Märchen (AaTh 706). Es steht in Giambattista Basiles Sammlung Pentameron als zweite Erzählung des dritten Tages (III,2). Felix Liebrecht übersetzte Das Mädchen ohne Hände.

## Inhalt
Weil ihr verwitweter Bruder sie heiraten will und behauptet, ihre Hände zu lieben, lässt Penta sie sich abhacken und schenkt sie ihm. Erbost lässt er Penta in einer Kiste ins Meer werfen. Fischer finden sie, die Fischersfrau wirft sie wieder ins Meer, sie kommt zu einem König. Dessen sterbende Frau lässt ihn versprechen, die Edle zu heiraten. Penta bekommt einen Sohn. Ihr Mann ist verreist, man schickt einen Boten, der zufällig bei der Fischersfrau übernachtet. Die ändert aus Neid den Brief und des Königs Antwort: Penta habe einen Hund geboren, und man solle sie und das Kind töten. Sie wird verbannt und kommt zu einem Zauberer, der sie aufnimmt. Er macht bekannt, den zu belohnen, der am besten sein Leid klagt. So kommen auch Pentas Bruder und Ehemann, da sind sie vereint. Auch die Hände wachsen neu.

## Bemerkungen
Vgl. II,6 Die Bärin. Basile wiederholt sein Motiv des lächerlich verliebten Königs und lässt frustrierte Höflinge, Spekulanten und betrogene Ehemänner beim weisen Zauberer klagen, der wie ein Eremit in der Wüste lebt. Die geteerte Kiste erinnert an Mose, die Selbstverstümmelung an Legenden von Lucia oder Agatha. Laut Rudolf Schenda machte besonders das Volksbüchlein von Königin Oliva das Märchen in Italien beliebt. Er nennt noch Nr. 24 Von der schönen Wirthstochter bei Gonzenbach, Nr. 71 Uliva und Nr. 141 La tacchina bei Calvino, Nr. 6 Die verleumdete Königin und Nr. 35 Die Mutter Oliva in Schendas Märchen aus der Toskana (Die Märchen der Weltliteratur, 1996), ferner 13 moderne Varianten bei Cirese/Serafini. Vgl. in Grimms Märchen Nr. 31 Das Mädchen ohne Hände; Hände abhacken schon in 1001 Nacht (Die Geschichte von der Frau, die dem Armen ein Almosen gab).